# Walter Schilgen
Walter Wilhelm Heinrich Schilgen (* 28. Juni 1900 in Hachenburg; † 16. Januar 1991) war ein deutscher Jurist und Richter am Bundesarbeitsgericht.

## Leben und Wirken
Schilgen war ab 1934 als Gemeinschaftsleiter für den Justiznachwuchs verantwortlich. 1940  wurde er Oberlandesgerichtsrat am neu gegründeten Oberlandesgericht in Kattowitz, Außenstelle Beuthen, wo er Mitglied des Politischen Strafsenats war und Todesurteile mit verantwortete. Von 1955 bis 1967 war er Bundesrichter am Bundesarbeitsgericht.